# Java Platform, Standard Edition
O Java SE (Java Platform, Standard Edition) é uma ferramenta de desenvolvimento para a plataforma Java. Ela contém todo o ambiente necessário para a criação e execução de aplicações Java, incluindo a máquina virtual Java (JVM), o compilador Java, as APIs do Java e outras ferramentas utilitárias para uma melhor funcionalidade. O Java SE, até 2006, era conhecido como J2SE.
A plataforma Java EE (Java Platform, Enterprise Edition) inclui toda a funcionalidade existente na plataforma Java SE mais todas as funcionalidades necessárias para o desenvolvimento e execução de aplicações em um ambiente corporativo.
1. ↑  «Java Naming Scheme». www.oracle.com. Consultado em 11 de outubro de 2018